# Békés vasútállomás
Békés vasútállomás Békés település állomása. Személyforgalom az állomáson 2007. március 4-e óta szünetel.

## Az állomás felvételi épülete
A vonal Békésen egy földkúppal végződik, mely a békési Lidl mellett található.

## Vasútvonalak
- Murony–Békés-vasútvonal

## Forgalom
A Murony–Békés-vasútvonalon 2007. március 4. óta szünetel a személyszállítás.

## Kapcsolódó állomások
- Soványhát [egykori megálló]
- Murony vasútállomás

## Lásd még
- Alföldi kisvasút
- Kisszénás–Kondoros-vasútvonal